# The Orbital Children
The Orbital Children (地球外少年少女?, Chikyūgai shōnen shōjo, lett. "Ragazzi e ragazze al di fuori della Terra") è una serie televisiva anime di fantascienza sceneggiata e diretta da Mitsuo Iso. Kenichi Yoshida è il responsabile del character design, mentre Toshiyuki Inoue è l'animatore principale. La colonna sonora è composta da Rei Ishizuka. La sigla, Oarana, è stata scritta da Vincent Diamante ed eseguita dal VTuber harusaruhi.
In Giappone l'opera è stata distribuita in forma di due film, usciti rispettivamente il 28 gennaio e l'11 febbraio 2022. Questa versione cinematografica è stata pubblicata su Blu-ray e DVD in contemporanea all'uscita del primo film. Nel novembre 2021 Netflix ha annunciato di aver acquisito i diritti per la distribuzione internazionale: le due parti sono state divise in sei episodi della durata di circa 30 minuti ciascuno, che sono stati pubblicati sulla piattaforma, doppiati in numerose lingue compreso l'italiano, il 28 gennaio 2022.

## Trama
La storia si svolge nello spazio nell'anno 2045, quando l'intelligenza artificiale e i social network hanno raggiunto un'elevatissima diffusione. Un grave incidente si verifica su una stazione spaziale commerciale giapponese di recente apertura, ma durante l'evacuazione un gruppo di bambini viene lasciato indietro. Senza alcuna speranza di salvataggio da parte degli adulti, la loro ancora di salvezza è una connessione Internet a bassa velocità (l'unica rimasta a disposizione), un social network, un'applicazione gratuita di primordiale intelligenza artificiale e un drone controllato da un dispositivo mobile di nuova generazione chiamato "Smart". Usando questi strumenti con l'aiuto dell'IA, i bambini lottano per sopravvivere e arrivano al "vero significato" di una terrificante profezia enunciata tempo prima dall'IA più intelligente mai costruita, prima che fosse disattivata.
Touya e Konoha sono ragazzi nati sulla Luna, quindi con il corpo adattatosi alla bassa gravità, che stanno effettuando una terapia fisica sulla stazione spaziale giapponese "Anshin" con l'obiettivo di emigrare sulla terra. Rimangono coinvolti nella collisione tra la stazione e una cometa, insieme ad altri ragazzi giunti nello spazio dalla Terra, Taiyo, Mina e Hiroshi. Separati dagli adulti, cercano di fuggire da soli dalla stazione in cui Internet e l'approvvigionamento di ossigeno sono stati interrotti. A volte in contrasto tra loro, a volte aiutandosi a vicenda, affrontano varie difficoltà come i pericoli della decompressione e delle attività extraveicolari.

## Terminologia
Anshin (あんしん?, Anshin)
È la quarta stazione spaziale commerciale al mondo, in orbita a un'altezza di 350 km da terra. Nota anche come "hotel spaziale", è la prima nella storia a consentire la permanenza nello spazio a minorenni. È stata costruita dal Giappone ed è ora gestita privatamente da Deegle. Ci sono centri commerciali, ristoranti, minimarket e accesso a Internet proprio come sulla Terra. Come suggerisce l'etimologia giapponese del suo nome, il suo principale punto di forza è la sicurezza, da alcuni ritenuta forse eccessiva.
Lunatic
Una condizione fuori controllo in cui si ritiene che l'IA "Seven" sia caduta. Si dice che l'incidente si sia verificato perché "Seven" ha raggiunto il più alto livello di intelligenza nella storia umana, ma i dettagli non sono stati rivelati. Nello stesso momento in cui "Seven" era fuori controllo, i prodotti sviluppati da "Seven" hanno causato numerosi incidenti e UN2.1 ha ritenuto che questa fosse una situazione critica e ha disattivato "Seven".
Seven Poem
Una serie di frasi incomprensibili ed equazioni matematiche che "Seven" ha continuato a produrre fino a poco prima di essere disattivato. Alcuni gruppi di persone hanno tentato di analizzare il contenuto e alcuni altri l'hanno venerata come una rivelazione che predice il futuro dell'umanità.
UN2.1
Le Nazioni Unite (ONU), aggiornate per l'era dell'IA, ritengono che l'aumento dell'intelligenza dell'IA dovrebbe essere controllata dagli esseri umani.
John Doe
Organizzazione internazionale di hacker protagonista di vari atti di terrorismo.
Limitatore di intelligenza
Un sistema istituito da UN2.1 per limitare l'aumento dell'intelligenza dell'IA ed impedire il ripetersi degli eventi causati da "Seven". È contro la legge che una persona non autorizzata rimuova il limitatore senza autorizzazione.

## Personaggi
Touya Sagami (相模 登矢?, Sagami Tōya)
Doppiato da: Natsumi Fujiwara (giapponese); Sebastiano Tamburini (italiano)
Uno dei primi ragazzi umani nati sulla luna. Ha 14 anni e odia i terrestri per i pregiudizi che hanno nei confronti dei nati sulla Luna. Touya e Konoha hanno impianti nel cervello progettati dall'IA "Seven" e lui tenta di hackerarli usando il suo amico drone "Dakki", il cui limitatore di intelligenza è stato rimosso.
Konoha Б Nanase (七瀬・Б・心葉?, Nanase Bē Konoha)
Doppiata da: Azumi Waki (giapponese); Camilla Villani (italiano)
Ragazza di 14 anni amica d'infanzia di Touya, un altro bambino nato sulla luna. È fisicamente più debole di Touya e agisce sempre con un drone medico che misura la frequenza cardiaca e la respirazione. A volte sente l'immagine di qualcuno che le parla e ne ha una vaga nostalgia.
Taiyo Tsukuba (筑波 大洋?, Tsukuba Taiyō)
Doppiato da: Kenshō Ono (giapponese); Gianandrea Muià (italiano)
Ragazzo di 14 anni, è ufficiale UN2.1 della pattuglia per attività illegali. Si affida al drone "Bright" per i suoi compiti di sorveglianza. Tratta tutti educatamente, ma il suo senso di giustizia è così forte che a volte assume un atteggiamento sopra le righe. È arrivato ad "Anshin" attraverso la campagna di esperienza spaziale per minorenni di Deegle.
Mina Misasa (美笹 美衣奈?, Misasa Mīna)
Doppiata da: Chinatsu Akasaki (giapponese); Erica Laiolo (italiano)
Una ragazza di 14 anni che si definisce Space Tuber (宇宙チューバー?, Sora Tuber) e punta ad avere 100 milioni di follower sui social. Parla costantemente con i suoi follower, ma una volta che Internet si interrompe, va nel panico. Non le piace lo spazio, ma lo vede come un'opportunità per guadagnare seguaci, quindi visita la stazione spaziale "Anshin" approfittando della campagna di esperienza spaziale per minorenni organizzata da Deegle.
Hiroshi Tanegashima (種子島 博士?, Tanegashima Hiroshi)
Doppiato da: Yumiko Kobayashi (giapponese); Iacopo Cioni (italiano)
Ragazzo di 12 anni, fratello minore di Mina, anche se il loro cognome è diverso a causa del divorzio dei genitori. Sta andando ad "Anshin" con sua sorella ed è felice di poter andare nel suo amato spazio.
Nasa Houston (那沙・ヒューストン?, Nasa Hūsuton)
Doppiata da: Mariya Ise (giapponese); Giada Bonanomi (italiano)
È un'infermiera della stazione spaziale "Anshin" ed è responsabile di Touya e Konoha. Viene spesso costretta a fare da assistente ai bambini invitati dalla campagna di Deegle. Il suo hobby è leggere le profezie occulte chiamate "Seven Poem".
Twelve
Un'IA quantistica avanzata per uso generale installata in "Anshin" come IA principale.
Seven
Un'IA che si dice abbia raggiunto il più alto livello di intelligenza della storia. Ha fatto numerose invenzioni e apportato innovazioni tecnologiche, ma è stata spenta quando è caduta in uno stato incontrollabile, chiamato "Lunatic".

## Produzione
La produzione della serie è stata annunciata il 20 maggio 2018 e il 27 ottobre 2020 è stato annunciato che sarebbe stata distribuita all'inizio del 2022, con l'investimento tra l'altro di Avex Pictures e Asmik Ace. Era stato inizialmente incaricato delle animazioni lo studio Signal.MD, ma in seguito è stato selezionato Production +h, un nuovo studio di animazione fondato da Fuminori Honda, ex produttore degli studi Production I.G e Signal-MD.  In seguito è stato annunciato che la serie sarebbe stata divisa in due parti, con la prima proiettata nei cinema giapponesi in anteprima il 28 gennaio 2022 e la seconda l'11 febbraio 2022.

## Episodi
| Nº     | Titolo italiano Giapponese 「Kanji」 - Rōmaji | In onda         | In onda         |
| Nº     | Titolo italiano Giapponese 「Kanji」 - Rōmaji | Giapponese      | Italiano        |
| Film 1 | 1 - Emissari extraterrestri 「1話 - 地球外からの使者」 - Chikyū-gai kara no shisha2 - Foschia e tenebre 「2話 - 霧と闇」 - Kiri to yami3 - La follia di Seven 「3話 - ルナティック・セブン」 - Runatikku Sebun    | 28 gennaio 2022 | 28 gennaio 2022 |
| Film 2 | 4 - La sequenza di Seven 「4話 - セブンズ・パターン」 - Sebunzu patān5 - Una storia finisce 「5話 - おわりの物語」 - Owari no monogatari6 - Una storia comincia 「6話 - はじまりの物語」 - Hajimari no monogatari | 28 gennaio 2022 | 28 gennaio 2022 |